# NGC 4298
NGC 4298은 지구에서 머리털자리 방향으로 약 5,300만 광년 떨어진 양털 나선 은하이다. 이 은하는 1784년 4월 8일에 윌리엄 허셜이 발견했고, 처녀자리 은하단의 구성원이기도 하다. 추가적인 관측을 통해, 이 은하에는 항성질량 블랙홀보다 무거우나 많은 은하의 중심부에서 발견되는 초대질량 블랙홀보다 덜 무거운, 중간질량 블랙홀이 있다는 가능성이 제기 되었고, 만약 그렇다면, 그 질량은 약 태양 질량 약 2만에서 50만 배 정도로 추정된다.

## NGC 4302

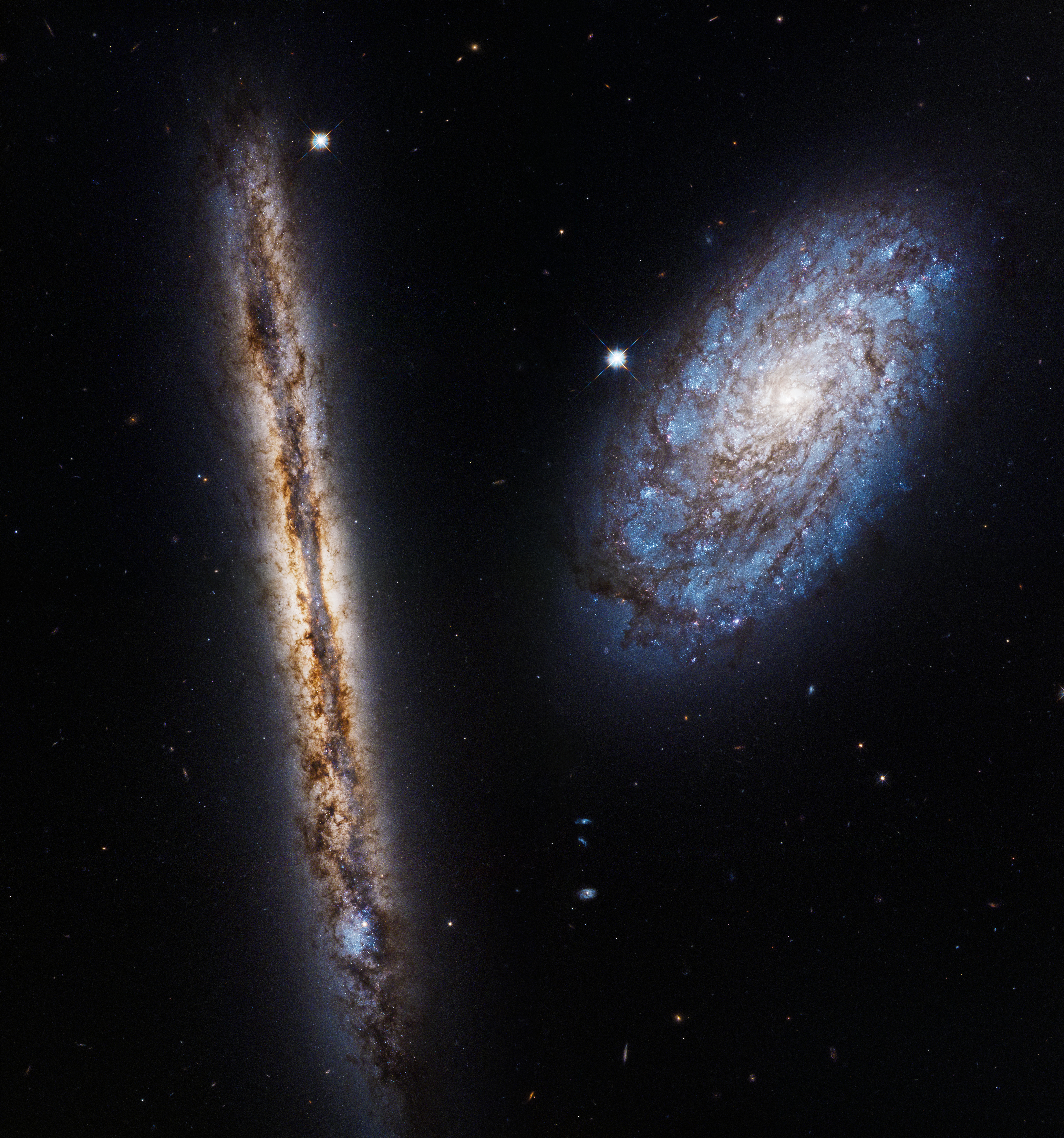
2017년, 허블 우주 망원경이 찍은 상호작용 은하 1쌍. 왼쪽이 나선 은하 NGC 4302, 오른쪽이 NGC 4298.

NGC 4298 은하는 근처에 있는 또 다른 나선 은하 NGC 4302와 서로 상호 작용 하는 은하 1쌍을 이룬다. 이 은하 1쌍이 서로 상호 작용하고 있는 증거는 NGC 4298 은하의 완벽하지 않은 대칭을 보면 알 수 있다. 이 비대칭은 상대편의 NGC 4302 은하의 인력으로 형태가 찌그러진 것으로 추정된다. 이 비대칭말고도, NGC 4298 은하의 별 분포와 이 은하에서 폭발적 항성생성과 전리수소영역이 풍부하게 있다는 걸 고려해 봤을때, 이 은하가 상대 은하 (NGC 4302)의 인력 영향을 받고 있다는 또다른 증거로 간주될 수 있다. NGC 4298 은하는 NGC 3202와 서로 약 36,000 광년 (약 11,000 파섹) 정도 떨어져 있다.

## 충차압 마멸
상대방 은하인 NGC 4302 은하와 그리고 은하에서 방출된 가스의 양과 방향을 고려해 봤을때, NGC 4298 은하가 꽤 큰 충차압을 받고 있다는 가능성이 제기되었는데, 만약 진짜 충차압을 받고 있다면, 이 은하는 충차압 마멸 (은하의 가스와 별들이 높은 압력때문에 흩어지는 현상)의 길을 걷고 있다는 사실을 뜻한다.

## 같이 보기
- NGC 4000 ~ 4999 목록